# Convair X-6
Convair X-6 fue un proyecto tecnológico para desarrollar un avión experimental de propulsión nuclear. En mayo de 1946, la Fuerza Aérea de los Estados Unidos comenzó el programa Nuclear Energy for the Propulsion of Aircraft, NEPA (energía nuclear para la Propulsión de Aeronaves). Los estudios de este programa se realizaron hasta mayo de 1951, cuando el NEPA fue sustituido por el Aircraft Nuclear Propulsion, ANP (Propulsión Nuclear para Aeronaves).
El programa ANP contenía planes para modificar dos B-36 por parte de Convair bajo el proyecto MX-1589. Uno de esos B-36 se utilizaría para los estudios de protección de radiación para un reactor nuclear mientras que el otro sería el X-6.

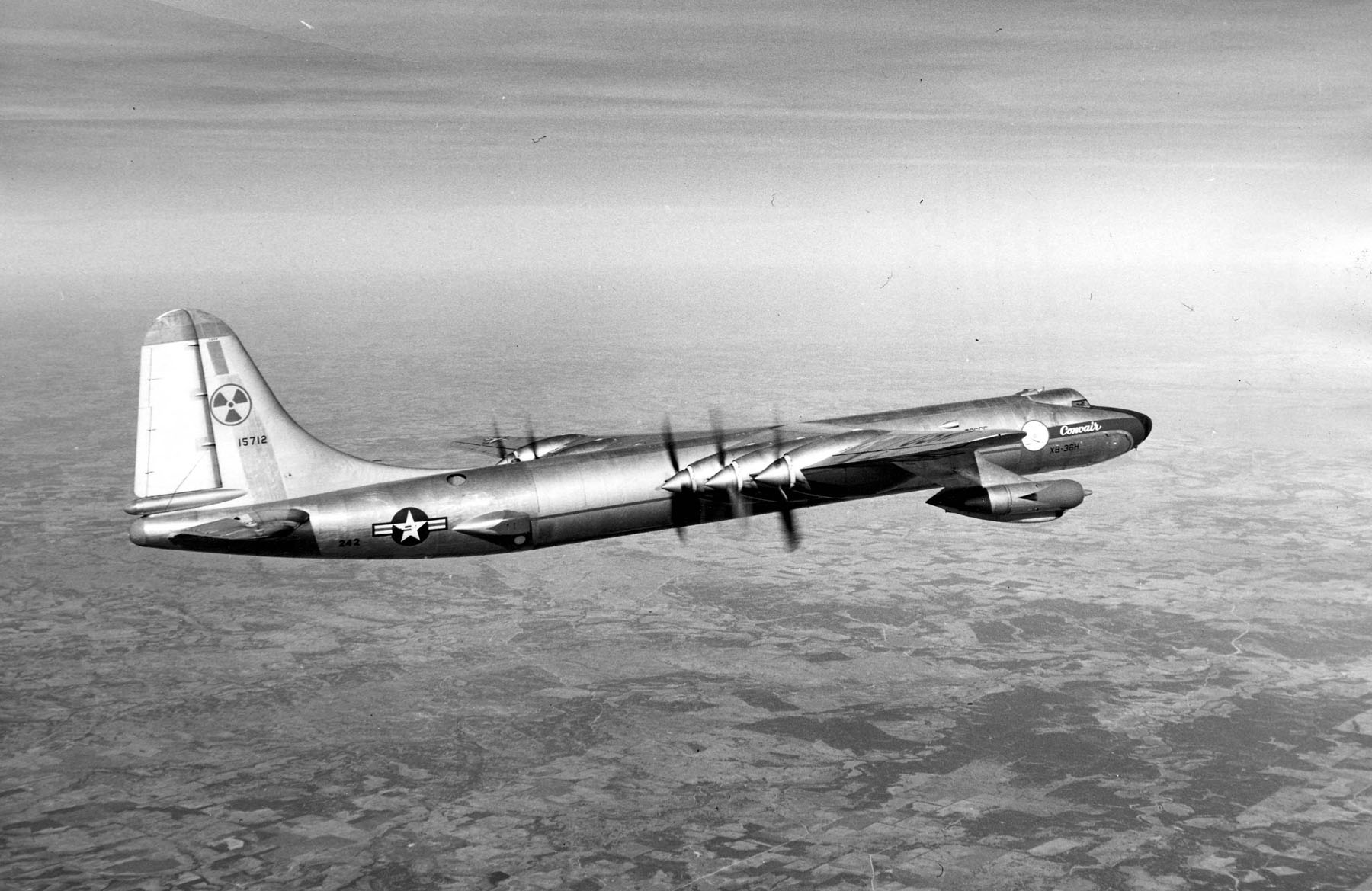
El NB-36H en vuelo

El primer B-36 fue denominado Nuclear Test Aircraft, NTA (Avión Nuclear de Pruebas), un B-36H-20-CF de número de serie 51-5712 que había sido dañado en un tornado el 1 de septiembre de 1952. Este avión fue renombrado como XB-36H y posteriormente como NB-36H, y llevaba un reactor nuclear de 3 MW refrigerado por aire. El reactor era funcional pero no alimentaba al avión, solo llegó a utilizarse en vuelo para investigar los efectos de la radiación en el personal de la aeronave. El NB-36H completó 47 vuelos de prueba entre 1955 y 1957, varios de ellos con el reactor a bordo. Debido al desarrollo de los ICBM, más baratos, más rápidos y virtualmente indestructibles, el proyecto fue abandonado en 1957.
En los años 1960, la oficina de diseño Túpolev de la Unión Soviética realizó un experimento similar utilizando un Tupolev Tu-119, que era un bombardero Tupolev Tu-95 modificado para llevar un reactor funcional.

## Especificaciones del NB-36H

### Generales
- Tripulación: 5
- Longitud: 49,38 m
- Envergadura: 70,1 m
- Altura: 14,26 m
- Superficie alar: 443,3 m²
- Máximo peso al despegue: 163.000 kg
- Planta motriz: 6 motores Pratt & Whitney R-4360 de 3.800 CV cada uno y 4 turborreactores General Electric X40

### Rendimiento
- Velocidad máxima: 630 km/h
- Techo de vuelo: 12.200 m

### Desarrollos relacionados
- Convair B-36 Peacemaker

### Aeronaves similares
- Tupolev Tu-119

### Secuencias de designación
- Secuencia X-_ (Aviones eXperimentales estadounidenses, 1948-presente): ← X-3 - X-4 - X-5 - X-6 - X-7 - X-8 - X-9 →

### Listas relacionadas
- Anexo:Aeronaves de la Fuerza Aérea de los Estados Unidos (históricas y actuales)